# 沙园街道
沙园街道是中国广东省广州市海珠区下辖的一个街道，位于海珠区西部，始设于1960年。辖区总面积1.44平方公里，2000年常住人口5.4万。

## 行政区划
沙园街道（办事处驻：昌岗中路83号 ）下辖9个居委会：
- 广船居委（办事处驻：沙园五一新村二街北7号）
- 广重居委（办事处驻：沙园六街北16号101房）
- 橡胶新村居委（办事处驻：昌岗中路110号大院2号103房）
- 港海居委（办事处驻：沙园八街10号侧）
- 荔福居委（办事处驻：西华二街1号102房）
- 沙园新村居委（办事处驻：荔福路西基东103号之一）
- 奋勇居委（办事处驻：沙园村尾八栋109）
- 华苑居委（办事处驻：江南骏园A座首层）
- 光大花园居委（办事处驻：光大花园翠榕北6号地下）

## 辖区内建筑
- 光大花园
- 广州市第四十一中学
- 广州地铁沙园站
- 北大附中为明广州实验学校
- 沙园小区
- 菩提路小学
- 橡胶新村
- 广州地铁宝岗大道站
- 广州市第四十九中学
- 昌岗路公交总站